# Eagle Islands
Eagle Islands (auch Îles Aigle, dt. „Adler-Inseln“ genannt) ist eine unbewohnte Inselgruppe am westlichen Saumriff der Great Chagos Bank (Große Chagosbank), welche die weltweit ausgedehnteste Atollstruktur aufweist. Sie gehört geographisch zum Chagos-Archipel und politisch zum Britischen Territorium im Indischen Ozean. Nach einer Einigung im Oktober 2024 soll sie an Mauritius übergeben werden.
Die Inselgruppe liegt etwa 20 Kilometer westlich der Three Brothers und besteht aus:
- Eagle Island (Île Aigle, bei 6° 11′ S, 71° 20′ O), der Hauptinsel, und
- Sea Cow Island (Île Vache Marine, dt. „Seekuh-Insel“, bei 6° 14′ S, 71° 18′ O).

Die größere der beiden Inseln, Eagle Island, stellt mit einer Landfläche von 2,45 km² nach Diego Garcia die größte Landmasse innerhalb des Chagos-Archipels dar.
Auf Eagle Island gab es einst Kokospalmen-Plantagen sowie eine kleine chagossianische Siedlung. Als der britische Kapitän Robert Moresby 1837 die Inseln aufsuchte, wurden sie jedoch bereits nur noch temporär von Plantagenarbeitern aufgesucht. Obwohl Sea Cow Island nach ihnen benannt ist, sind Dugongs im Chagos-Archipel heute ausgestorben. Die Insel ist heute ein Naturschutzgebiet und Teil des Chagos Conservation Management Plans, der unter anderem das Wiederherstellen der ursprünglichen Fauna und Flora und somit das Ausrotten eingeführter Spezies zum Ziel hat.